# Râul Great Ruaha
Great Ruaha este un râu situat în pareta central-sudică a Tanzaniei. Izvorăște din Munții Kipengere, traversează câmpia Usangu (o importantă zonă agricolă), apoi Parcul Național Ruaha. Mai în aval de parcul național, pe râu au fost amenajate 2 baraje - Kidatu și Mtera. De aici, Great Ruaha își continuă cursul spre sud, traversează Selous Game Reserve și se varsă în râul Rufiji. În bazinul său hidrografic, cu o suprafață de circa 38.000 km2, colectează apele mai multor afluenți ca: Lukosi, Yovi, Kitete, Sanje, Little Ruaha, Kisigo, Mbarali, Kimani, Chimala, Umrobo, Mkoji, Lunwa, Mlomboji, Ipatagwa, Mambi și Mswiswi.